# Edvard Valberg
Edvard Haraldsen Valberg (født 28. august 1992), kommer fra Søgne i Vest-Agder, men er nu bosat i Oslo. Han er kendt som vokalist og cellist i det norske punkband Honningbarna.
Valberg gik ud af Vågsbygd videregående skole i 2011, og studerede derefter cello på Musikkonservatoriet i Kristiansand. 